# Eudorylaimus consobrinus
Eudorylaimus consobrinus är en rundmaskart som först beskrevs av De Man 1918.  Eudorylaimus consobrinus ingår i släktet Eudorylaimus och familjen Dorylaimidae. Inga underarter finns listade i Catalogue of Life.